# Sonia Dahmani
Sonia Dahmani est une avocate et chroniqueuse tunisiene.

## Biographie
Sonia Dahami, qui a soixante ans en avril 2025, est née au milieu des années 1960. C'est une femme divorcée, francophone et laïque. Elle est à la fois avocate et chroniqueuse TV,.

### Arrestation
Sonia Dahmani est arrêtée le 11 mai 2024 alors qu'elle est en direct avec la chaîne France 24 depuis le siège de l'Ordre national des avocats à Tunis, où elle s'est réfugiée avec des collègues. Cette arrestation est conduite par une dizaine de personnes cagoulées appartenant aux forces de la police tunisienne (ar), ; elle fait suite à des critiques qu'elle a émises contre la chaîne Carthage+, où elle conteste ironiquement le fait que des migrants africains puissent chercher à rejoindre la Tunisie.

### Condamnations
Le tribunal de première instance de Tunis la condamne le 6 juillet 2024 à un an de prison pour ses déclarations en vertu du décret-loi 54 sur la cybercriminalité. Elle fait appel et sa peine est réduite à huit mois.
Inculpée à la suite de différentes déclarations, le tribunal la condamne ensuite à deux ans de prison en vertu du même décret-loi pour des déclarations sur le racisme en Tunisie. Elle fait appel et sa peine est réduite à un an et demi,.
Elle dépose plainte le 20 août 2024 contre le directeur de la prison de La Manouba et contre une gardienne pour des actes de torture et des viols commis pendant sa détention, du fait d'une fouille à nu intrusive hors du cadre réglementaire.
Le 3 février 2025, la Cour de cassation casse son jugement mais, le 10 avril 2025, la cour d'appel de Tunis décide de maintenir la qualification de crime dans son affaire, où elle est accusée d'avoir dénoncé les conditions carcérales en Tunisie,.
Elle est poursuivie pour cinq affaires différentes. Sa famille dénonce « un acharnement judiciaire ». Au sein de sa famille, sa sœur Ramla Dahmani Accent, de trois ans sa cadette, est notamment en action. Cette sœur a du quitter la Tunisie, où elle était elle-aussi sous la menace d'une arrestation.
Sonia Dahmani est soutenue également par le conseil des barreaux des avocats de France, Amnesty International et la Fédération internationale pour les droits humains.
Son collectif de défense organise un an après son arrestation une conférence de presse pour dénoncer les conditions de détention.
Le 30 juin 2025, Sonia Dahmani écope d'une peine de deux ans de prison pour avoir critiqué la politique et le discours du gouvernement de Kaïs Saied, vis-vis des migrants subsahariens.